# مارسلو تومی دی سوزا
مارسلو تومی دی سوزا (به پرتغالی: Marcelo Tomé De Souza) مدافع اهل برزیل است که در شهر برزیل و در تاریخ ۲۱ آوریل ۱۹۶۹ به دنیا آمده‌است.
مارسلو تومی دی سوزا در تیم‌های فوتبال ? سابقهٔ حضور دارد.